# 大岡千嘉子
大岡 千嘉子（おおおか ちかこ、本名：宮田 千嘉子、1966年8月7日 - ）は、日本の元アナウンサー。

## 経歴
東京都出身。日本大学法学部を卒業後の1989年、福岡県の民放九州朝日放送(KBC)にアナウンサーとして入社。夕方のニュース番組を担当した。
1991年にKBCを退社し帰京、フリーアナウンサーとなる。NHK衛星放送局の契約アナウンサーとして情報番組などに出演する傍ら、社会人大学院生として経済学を学び、法政大学大学院経済学研究科を修了。
1996年に結婚のためアナウンサー業を引退した。現在は専業主婦、2児の母である。

## アナウンサー時代の担当番組
- KBCニュース ハーツトゥハーツ（九州朝日放送）
- 日本列島ふるさと発（NHK衛星放送）